# 엠티
엠티(MT, membership training)는 대한민국의 대학 문화 중 하나로, 주로 신학기 초에 단체로 다녀오는 짧은 여행을 일컫는다. 1학년 신입생과 학과 선배들 사이에 얼굴 익히기를 포함한 친목 도모가 목적이며, 학과의 주요 행사에 포함되기 때문에, 교수를 포함한 교직원들도 함께 참가하는 경우도 있다. 회사 등 직장인들의 경우, 이러한 단체 연수(여행)을 워크샵이라고 한다.